# Thomas Kind
Thomas Kind (* 5. Mai 1966 in Brehna) ist ein deutscher Politiker (Die Linke). Von 2009 bis 2014 war er Abgeordneter im Sächsischen Landtag.

## Leben und Beruf
Kind ist Erziehungswissenschaftler. Er arbeitete von 1992 bis 1994 als Sozialarbeiter und von 1999 bis 2007 als Sozialpädagoge bei verschiedenen Unternehmen. Anschließend war er bis zu seinem Einzug in den Landtag von Sachsen beim Landratsamt Delitzsch in Nordsachsen tätig.
Thomas Kind ist verheiratet und hat zwei Kinder. Er ist konfessionslos.

## Politik
Kind trat 1986 der SED bei und wurde später Mitglied der PDS und der Linke. Er war Vorsitzender des Ortsverbandes und ist stellvertretender Kreisvorsitzender. Seit 2004 ist er im Stadtrat Taucha. Im September 2009 zog er für die Linke in den Landtag von Sachsen ein. Dort war er Mitglied im Ausschuss für Wirtschaft, Arbeit und Verkehr, im Petitionsausschuss. Zudem war er einer der stellvertretenden Vorsitzenden der Linksfraktion.
Sein Bürgerbüro/Abgeordnetenbüro betrieb er in Delitzsch.
Ab April 2012 war er einer von 19 Mitgliedern des sächsischen NSU-Untersuchungsausschusses „Neonazistische Terrornetzwerke in Sachsen“.
Bei der Landtagswahl 2014 verpasste er auf Listenplatz 32 den Wiedereinzug in den Landtag.